# V millennio a.C.
Il V millennio a.C. inizia il 1º gennaio dell'anno 5000 a.C. e termina il 31 dicembre dell'anno 4001 a.C. incluso.

## Eventi
- 5000 a.C.
  - Vicino Oriente
    - Libano: primi insediamenti urbani nella città di Biblo
    - Siria: primi insediamenti urbani nella città di Mari

  - Estremo Oriente
    - Cina: primi insediamenti della cultura di Yangshao

  - Antico Egitto
    - Alto Egitto (fino al 3250 a.C.): inizio Cultura di Badari
    - Basso Egitto (fino al 3150 a.C.): primi insediamenti nel sito di Kom el-Ahmra (cultura Amratiana) ed el-Gerza (cultura Gerzeana)

  - Europa
    - Grecia: La popolazione è dedita all'agricoltura e all'allevamento, inoltre, compare la ceramica con vasellame a figurine antropomorfe e zoomorfe. Gli strumenti utilizzati sono in pietra levigata. Esplorazioni e scambi sono favoriti dalla situazione geografica e dall'esigenza di reperire risorse primarie.
    - Ucraina orientale: inizio della diaspora delle prime popolazioni indoeuropee irradiatasi dal nord del Mar Nero
    - Romania, Moldavia, Ucraina (fino al 3500 a.C.): cultura di Cucuteni-Trypillia, periodo medio
    - Balcani (fino al 4800 a.C.): Cultura di Vinča, periodo detto "Vinca C"
- 4900 a.C.
  - Europa
    - Francia (fino al 4750 a.C.): è di questo periodo la parte più antica della Necropoli di Obernai
- 4800 a.C.
  - Europa
    - Balcani (fino al 4600 a.C.): Cultura di Vinča, periodo detto "Vinca D"
    - Grecia (fino al 4400 a.C.): Cultura di Dimini

  - Vicino Oriente:
    - Bassa Mesopotamia (fino al 4500 a.C.: Periodo medio (II) di Ubaid, o di Hadji Muhammad (ceramiche, metallurgia, forse commercio con India e Bahrain?)
    - Alta e Media Mesopotamia  (fino al 4500 a.C.) : Periodo tardo(III) di Tell Halaf (ceramiche, metallurgia)
- 4714 a.C. - Il 24 novembre di questo anno è la data del primo giorno giuliano, secondo il calendario gregoriano
- 4713 a.C. - Il 1º gennaio di questo anno è la data del primo giorno giuliano, secondo il calendario giuliano
- 4600 a.C.
  - Europa 
    - Bulgaria: cultura eneolitica di Varna (Necropoli di Varna)

  - Vicino Oriente
    - Turchia: primi insediamenti, reperti di Çatalhöyük (case quadrate con scale di legno che portano all'entrata sul tetto)
- 4500 a.C. circa
  - Vicino Oriente
    - Mesopotamia (fino al 4000 a.C.)
      - Periodo classico (III) di Ubaid (Tempio di Tepe Gaura, arredi sacri, veicoli fluviali, esportazione cultura al nord)
      - Primi insediamenti urbani nella città di Kish, in Bassa Mesopotamia

    - Levante: Primi insediamenti di nomadi Cananei (cultura di Wadi Rabah)

  - Estremo Oriente
    - Cina (fino al 3000 a.C.): cultura ceramica di Yangshao (coltivazione del riso e miglio, granai, addomesticamento di maiali, bovini, ovini, cani, baco da seta, ceramiche dipinte e decorate, sepolcri, tripodi)

  - Europa 
    - Prime costruzioni di Megaliti in Europa (fino al 1500 a.C.)
    - Grecia: prime tracce umane nella zona di Alexandroupolis
    - Romania, Bulgaria (regione di Dobrugia): termina la cultura di Hamangia
- 4400 a.C. circa
  - Antico Egitto: Inizio della cultura neolitica badariana in Alto Egitto (fino al 3900 a.C.)
  - Ucraina: Inizio della Cultura di Srednij Stog (fino al 3500 a.C.)
- 4300 a.C. circa - Inizio dell'era del toro
- 4200 a.C. circa - Russia: Inizio della Cultura della ceramica a pettine (fino al 2000 a.C.)
- 4100 a.C. - Il riscaldamento dell'area sub-boreale permette lo sviluppo in Europa occidentale di un'agricoltura primitiva nella regione del Magdeburgo-Colonia-Liegi
- Fine V millennio a.C. - Sviluppo sulle Isole Eolie (Sicilia settentrionale) della cultura del Castellaro Vecchio

## Invenzioni, scoperte, innovazioni
- In Europa intorno al 4500 a.C. viene introdotto l'aratro
- In Cina intorno al 4500 a.C. viene addomesticato il bue d'acqua e allevamento del baco da seta (cultura di Yangshao)
- 4100 a.C. - Creazione da parte degli astronomi egiziani di un calendario solare (Alto Egitto, Periodo Badariano).
- A questo periodo è fatta risalire la redazione dell'Agastya Samhita, testo sacro indiano.